# Cupiches
Cupiches (en el Estado de México), chamas (en Pátzcuaro, Michoacán), huenches (en Zitácuaro, Michoacán), conduchas (en el resto del estado de Michoacán) son los nombres comunes dados en México a las larvas de la mariposa del madroño. Se recolectan siendo capullos y se comen las crisálidas tostadas en el comal.